# Mihăești (okręg Vâlcea)
Mihăești – wieś w Rumunii, w okręgu Vâlcea, w gminie Mihăești. W 2011 roku liczyła 727 mieszkańców.